# Мирный, Олег Павлович
Оле́г Па́влович Ми́рный (род. 8 апреля 1963, Краснодар, СССР) — советский и российский футболист, полузащитник, нападающий; тренер.

## Карьера

### Клубная
Профессиональную карьеру начал в 1981 году в майкопской «Дружбе», за которую выступал до 1983 года, проведя за это время 51 матч. В июле 1983 года перешёл в «Кубань», в составе которой в первый сезон провёл только 13 матчей в лиге. В следующем году сыграл уже 22 матча, в которых забил 3 гола, в первенстве и 1 игру провёл в Кубке СССР. В 1985 году провёл в составе «Кубани» 36 матчей, в которых забил 1 гол, в лиге и 3 встречи в Кубке. В 1986 году перешёл в «Геолог» из Тюмени, где за два сезона провёл 51 матч и забил 5 голов. В 1988 году, вернулся в «Кубань», за которую в том сезоне сыграл 41 матч, в которых забил 2 мяча в ворота соперников в первенстве, и 2 игры (1 гол) провёл в Кубке страны. В следующем сезоне, который стал для Олега последним в составе «Кубани», сыграл 40 матчей в лиге и 1 встречу в Кубке. Всего в составе «Кубани» провёл 152 матча (забил 6 голов) в первенстве СССР и 7 матчей (забил 1 гол) в Кубке страны. В 1990 году перешёл в горьковский «Локомотив», за который в том сезоне сыграл 31 матч и забил 3 гола. Сезон 1991 года начал в ужгородском «Закарпатье», в составе которого выступал до апреля, проведя за это время 3 матча. Затем с мая по июль играл за майкопскую «Дружбу», провёл 16 матчей и забил 2 гола, после чего, в августе, пополнил ряды «Новбахора» из Намангана, где и доиграл сезон, проведя 20 встреч и забив 2 мяча.
В сезоне 1992 года сыграл 31 матч и забил 5 голов в составе челнинского клуба «КАМАЗ», благодаря этому став, вместе с командой, победителем зоны «Центр» Первой лиги России, что давало право выхода в Высшую лигу. Помимо этого, провёл 3 встречи и забил 1 гол в первом розыгрыше Кубка России. В 1993 году, в своём последнем профессиональном сезоне, дебютировал в Высшей лиге России, сыграв 2 матча в чемпионате, после чего, в мае того года, завершил карьеру профессионального игрока, но с футболом не закончил, продолжил выступать на любительском уровне, в том числе и за сборную ветеранов «Кубани».

### Тренерская
После завершения карьеры профессионального игрока Олег Мирный занимался тренерской деятельностью, работал в различных любительских клубах. С 22 мая 2007 по 2008 год работал тренером в клубе «Краснодар-2000». В 2009 году руководил молодёжным составом «Кубани», с 2010 года работал там же вторым тренером.

## Достижения
- Победитель зоны «Центр» Первой лиги России: 1992
- Победитель 4-й зоны Второй лиги СССР: 1986